# Poecilosomella multicolor
Poecilosomella multicolor är en tvåvingeart som först beskrevs av Richards 1968.  Poecilosomella multicolor ingår i släktet Poecilosomella och familjen hoppflugor. Inga underarter finns listade i Catalogue of Life.